# Kerkelijk huwelijk

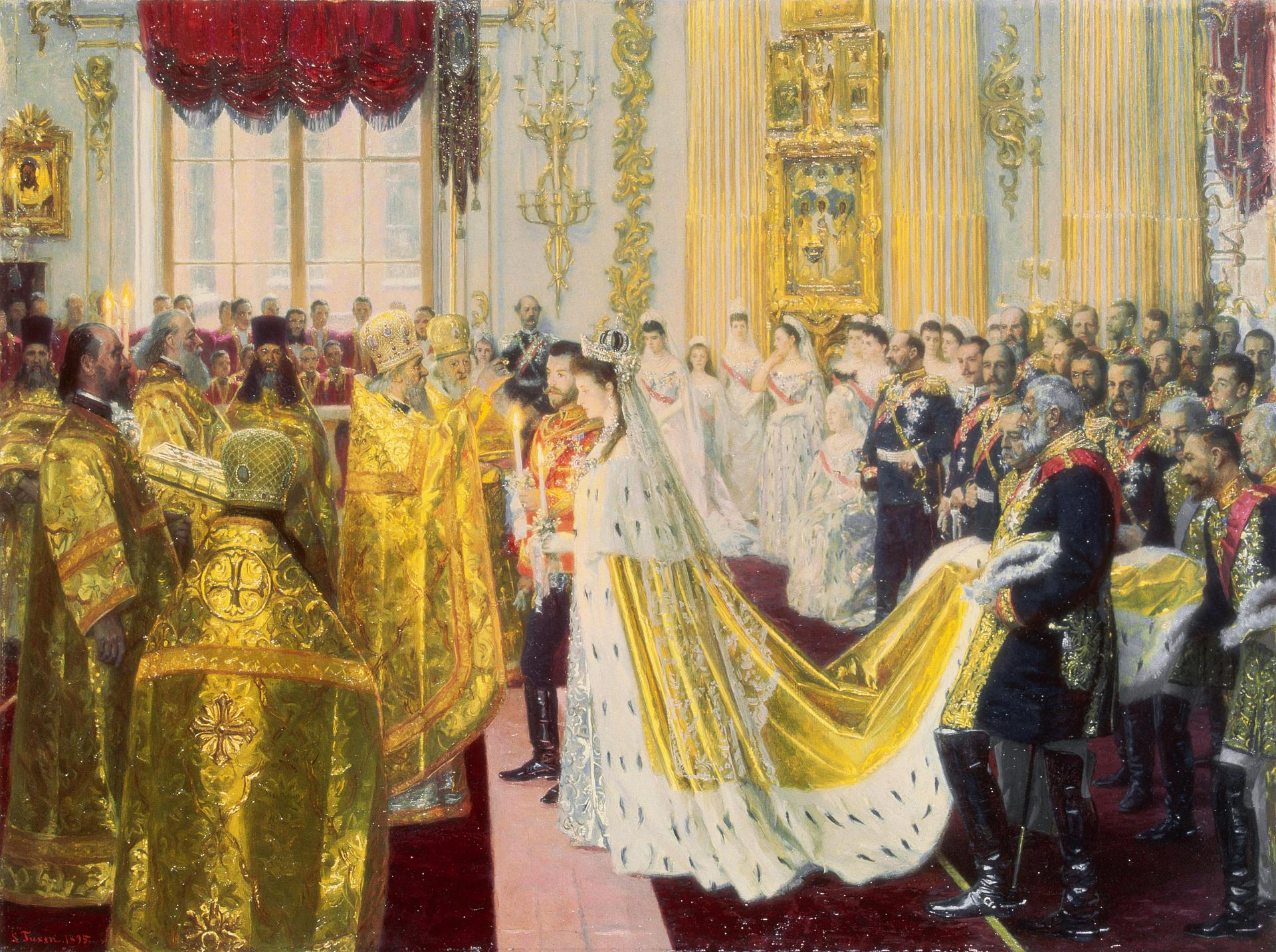
Het kerkelijk huwelijk van Tsaar Nicolaas II in 1894.

Het kerkelijk huwelijk is binnen de christelijke traditie een verbintenis tussen een man en een vrouw die bezegeld wordt in het bijzijn van God en zijn gemeenschap of gemeente. In de Katholieke Kerk en het christelijke Oosten is het huwelijk een van de zeven Sacramenten.
Binnen de protestantse kerkgenootschappen spreekt men niet van een kerkelijk huwelijk. In de kerk vraagt men slechts om een zegen en beschouwt men het als een bevestiging van datgene wat eerder al in het gemeentehuis heeft plaatsgevonden. Binnen de Katholieke Kerk wordt het kerkelijk huwelijk beschouwd als sacrament, als eigenlijke huwelijkssluiting voor zover de partners katholieke christenen zijn, en zodoende als gelijkwaardig aan het burgerlijk huwelijk voor niet-katholieke paren. Het burgerlijk huwelijk voor katholieke paren wordt als louter administratieve handelingen gezien. Men spreekt in verband met de eigenlijke sluiting van het kerkelijk huwelijk dan ook wel van overtrouwen. In sommige landen, zoals Ierland, is er geen tweedeling tussen burgerlijk en kerkelijk huwelijk, en wordt een huwelijk gewoonlijk alleen in een kerk gesloten. Ook in de Middeleeuwen bestond er geen apart burgerlijk huwelijk. Ook in Spanje, Portugal en Polen is het kerkelijk huwelijk rechtsgeldig. In Oostenrijk-Hongarije was de lokale pastoor van de Latijnse ritus ook door de staat als huwelijksambtenaar aangesteld; het kerkelijk huwelijk had juridische waarde, terwijl ook niet-kerkelijke, protestantse en joodse ingezetenen van een bepaald ambtsgebied bij het parochiesecretariaat hun (burgerlijk) huwelijk dienden te sluiten door tekening van een contract.

## Geschiedenis van het kerkelijk huwelijk
Het eerste geval waarin de eucharistie wordt genoemd in verband met het christelijk huwelijk is waarschijnlijk bij Tertullianus, aan het begin van de tweede tot de derde eeuw. De ontwikkeling van het huwelijk als familie aangelegenheid naar kerkelijk huwelijk kwam tot haar einde bij het concilie van Trente.

## Katholieke Kerk

### De kerkelijke huwelijkssluiting
Binnen de Katholieke Kerk is het huwelijk een van de zeven sacramenten. Een huwelijk volgens de katholieke leer wordt daarom een sacramenteel huwelijk genoemd. De bedienaren van dit sacrament zijn de bruid en de bruidegom. De katholieke Kerk verbiedt huwelijken tussen twee mensen van hetzelfde geslacht. 
Katholieke geestelijken mogen echtverbintenissen tussen mensen van hetzelfde geslacht ook niet zegenen. Het kerkelijk recht schrijft voor dat namens de kerk de priester van de lokale parochiekerk als getuige bij het huwelijk tussen bruid en bruidegom optreedt. Dit kan ook verricht worden door een andere priester of diaken, mits deze hiervoor zijn gemachtigd door de priester van de eigen parochiekerk (dit wordt "delegatie” genoemd). In de meeste gevallen vindt de kerkelijke huwelijksviering plaats binnen een eucharistieviering, maar dit is niet verplicht: het huwelijk met een eucharistie is enkel op zijn plaats als het bruidspaar ook in het gewone leven de eucharistie waardeert als de bron van hun christelijk leven.
In de Katholieke huwelijksmis wordt in de lezingen nogmaals gesproken over het grote sacrament dat het huwelijk is, over de genade die God geeft voor de liefdevolle instandhouding ervan, over de noodzaak van het krijgen van kinderen voor het menselijk geslacht en over het onverbrekelijk karakter van het Christelijk huwelijk. Bruid en bruidegom zitten dichter bij het altaar dan de rest van de gelovigen, veelal namelijk achter de communiebank of afscheiding. De huwelijkssluiting vindt plaats vóór de misviering zelf. De priester is hierbij rijkelijk gekleed in de paramenten voor de mis of in koorkap. Hij zegent de ringen met wijwater en staat als kerkelijk getuige bij de plechtigheid. Man en vrouw nemen elkander aan als echtgenoten, schuiven de ring over de ringvinger van de linkerhand, en worden nogmaals gezegend. Na het Pater Noster worden bruid en bruidegom nogmaals plechtig gezegend, waarna zij - indien zij in goede staat verkeren - de heilige communie ontvangen op hun eigen knielbanken. Na afloop van de mis volgt op veel plaatsen een toewijding aan de Moeder Gods, waarna de sluitingshymne gezongen wordt en geestelijkheid én echtpaar plechtig de kerk verlaten. Buiten de kerk wordt vaak confetti of rijst gestrooid.
Dit betreft het aangaan van het huwelijk. Een aangegaan huwelijk wordt voltrokken (consummatie) door de eerste geslachtsgemeenschap (can. 1061).

#### Wederzijdse toestemming
Het huwelijk wordt aangegaan door de wederzijdse toestemming van het bruidspaar. Volgens de Orde van dienst voor de liturgie van het huwelijk gebeurt dat in België in de volgende vorm:
- De bruidegom richt zich tot zijn bruid en zegt: N. (naam van de bruid), ik wil uw man zijn en ik beloof u trouw te blijven in goede en kwade dagen, in armoede en rijkdom, in ziekte en gezondheid. Ik wil u liefhebben en waarderen al de dagen van mijn leven.
- Vervolgens richt de bruid zich tot haar bruidegom en zegt: N. (naam van de bruidegom), ik wil uw vrouw zijn en ik beloof u trouw te blijven in goede en kwade dagen, in armoede en rijkdom, in ziekte en gezondheid. Ik wil u liefhebben en waarderen al de dagen van mijn leven.

Alternatief kan de wederzijdse toestemming ook gebeuren bij wijze van ondervraging. Dan vraagt de priester:
- aan de bruidegom: N. (naam van de bruidegom), wilt gij N. (naam van de bruid) nemen tot uw vrouw en belooft gij haar trouw te blijven in goede en kwade dagen, in armoede en rijkdom, in ziekte en gezondheid? Wilt gij haar liefhebben en waarderen al de dagen van uw leven?

waarop deze antwoordt: Ja, ik wil.
- aan de bruid: N. (naam van de bruid), wilt gij N. (naam van de bruidegom) nemen tot uw man en belooft gij hem trouw te blijven in goede en kwade dagen, in armoede en rijkdom, in ziekte en gezondheid? Wilt gij hem liefhebben en waarderen al de dagen van uw leven?

waarop deze antwoordt: Ja, ik wil.

### Ontbinding en nietigverklaring
Omdat het huwelijk als sacrament wordt beschouwd (iets wat door God verbonden wordt en genade geeft) is het kerkelijk huwelijk in de Katholieke Kerk dat aangegaan en voltrokken is, onverbreekbaar ("Wat God verbonden heeft, scheide geen mens"). Een geldig aangegaan, maar niet voltrokken huwelijk kan door de paus op verzoek van een van de partners om een goede reden ontbonden worden (can. 1142).
Het canoniek recht kent verder voor kerkelijk gesloten huwelijken in enkele welomschreven gevallen de mogelijkheid van de nietigverklaring van een kerkelijk huwelijk. Daarnaast bestaat het Petrijns privilege, voor een huwelijk tussen twee gedoopten dat weliswaar geldig gesloten, maar nooit voltrokken werd.
Voor huwelijken tussen niet-gedoopten waarvan één zich bekeert tot het christelijk geloof bestaat het Paulijns privilege.

## Orthodoxe kerken
Bruiloften zijn niet toegestaan in de Orthodoxe Kerk in de volgende periodes/op de volgende data:
- A. Op de vooravond van alle woensdagen en vrijdagen gedurende  het gehele jaar.
- B. Op de vooravond van de zondag, de 12 hoogfeesten, de grote feesten, parochie- en patroonsfeesten of de inwijding van de kerk.
- C. Tijdens de Kerstvasten en de Kersttijd van 15 november tot en met 7 januari.
- D. Tijdens de grote vastentijd, vanaf de maandag van de "boterweek" tot de eerste zaterdag na Pasen voorafgaand aan Thomaszondag, behoudens bijzondere licentie op de 2e, 4e en 5e zondag daarvan.
- E. Tijdens de vasten voor de Ontslapenis van de Moeder Gods van 1 tot 14 augustus.
- F. Op 5 en 6 januari, behoudens bijzondere licentie.
- G. Op de vooravond en op de dag zelf van de Onthoofding van Johannes de Doper (28 en 29 augustus).
- H. Op de vooravond en op de zelf dag van het feest van Kruisverheffing (13 en 14 september).

## Protestantse kerken
De meeste protestantse kerken kennen geen kerkelijk huwelijk. Daarom wordt in protestantse kerken in de westerse wereld meestal gesproken van een "huwelijksinzegening". Veel protestantse kerken zijn namelijk van mening dat het sluiten van een huwelijk een zaak van de overheid is. Men vindt dat in de kerk alleen om een zegen kan worden gevraagd. In landen waar geen huwelijk kan worden gesloten door de overheid, zijn veel predikanten zowel kerkelijk ambtsdrager als ambtenaar van de burgerlijke stand. Wanneer de predikant ook ambtenaar van de burgerlijke stand is, kan het sluiten van een huwelijk en de kerkelijke inzegening wel in één bijeenkomst plaatsvinden. De inzegening vindt meestal niet plaats in een reguliere (zondagse) kerkdienst. Er wordt een speciale kerkdienst gehouden op een door het bruidspaar bepaalde dag. Het huwelijk wordt ingezegend door een dominee of voorganger.

### Liturgie
De liturgie (opbouw) van de kerkdienst bestaat over het algemeen uit ongeveer de volgende onderdelen:
Het zingen van enkele liederen
Het uitspreken van gebeden
Lezing van een of meer Bijbelgedeeltes
Korte preek of overdenking
Bevestiging van het huwelijk met behulp van een huwelijksformulier
Wisselen van de ringen
Collecte (meestal voor een goed doel)
Uitreiking van de trouwbijbel
Zegen (één voor het bruidspaar en een voor alle aanwezigen)

### Huwelijksformulier
Het huwelijksformulier geeft een uiteenzetting van wat het kerkelijk huwelijk precies inhoudt en waarom het is ingesteld. Er zijn meerdere formulieren in omloop, die allemaal ongeveer dezelfde strekking hebben, maar verschillen in formulering, taalgebruik en lengte. Het gekozen formulier wordt in de dienst in zijn geheel voorgelezen, en eindigt met de bevestiging van het huwelijk. Dit kan in de vorm van een vraag van de voorganger waar het bruidspaar "ja" op zegt, maar ook in de vorm van een belofte die het bruidspaar tegen elkaar uitspreekt. Vaak knielt het bruidspaar vervolgens, waarna de voorganger onder handoplegging een zegen uitspreekt. Ze trouwen dus om aan elkaar en God te laten zien dat ze van elkaar houden en samen zullen blijven.

### Trouwbijbel
De trouwbijbel die wordt uitgereikt, is een speciale huwelijksuitgave van de Bijbel, die door het kerkgenootschap waar het stel toe behoort, als cadeau aan de pasgetrouwden wordt uitgereikt. Voor in de bijbel staat de trouwtekst: een Bijbeltekst die speciaal uitgezocht is voor (of door) het bruidspaar en waar vaak in de preek al aandacht aan is geschonken. Deze bijbel wordt doorgaans door de dienstdoende ouderling uitgereikt.

## Verschil tussen katholiek en protestant huwelijk
Het huwelijksverbond, waardoor man en vrouw met elkaar een algehele levensgemeenschap vormen, die uit haar natuurlijke aard gericht is op het welzijn van de echtgenoten en op het voortbrengen en opvoeden van kinderen, is door Christus de Heer tussen gedoopten verheven tot de waardigheid van Sacrament.
— Can. 1055, §1 Codex Iuris Canonici

Het huwelijk is in de Katholieke Kerk, anders dan bij de protestanten, een sacrament. De wezenlijke eigenschappen van het huwelijk zijn de eenheid en de onontbindbaarheid. Hiermee onderscheidt zij zich van verschillende protestantse en evangelische gemeenten, waar echtscheiding in geval van overspel of kwaadwillige verlating kan worden toegestaan. Het katholieke huwelijk kan alleen door de dood ontbonden worden, behoudens de uiterst uitzonderlijk gevallen van het paulijns privilege en het petrijns privilege. Het katholieke huwelijk drukt een totaliteit uit, in de zin dat zij de totale mens betreft. De Catechismus van de Katholieke Kerk stelt:
Het totale karakter van de echtelijke liefde omvat alle componenten van de persoon: appel van het lichaam en van het instinct, kracht van het gevoel en van de affectiviteit, aspiratie van de geest en van de wil. Deze liefde streeft naar een diep persoonlijke eenheid die, boven de vereniging in een vlees uit, een van hart en ziel maakt; zij vereist de onontbindbaarheid en de trouw aan de wederzijdse definitieve overgave en stelt zich open voor de vruchtbaarheid. Kortom, het gaat om de normale kenmerken van iedere natuurlijke huwelijksliefde, maar met een nieuwe zin; kenmerken die de christelijke huwelijksliefde niet alleen zuivert en bevestigt, maar zodanig verheft dat ze uitdrukking worden van echt christelijke waarden.
Het huwelijk is een sacrament dat niet door een priester wordt toegediend. De aanstaande echtgenoten dienen elkaar in het bijzijn van een priester het sacrament toe door hun vrije wilsinstemming. Als deze vrije wilsinstemming ontbreekt of als een van de partner de wederzijds over te dragen rechten en plichten van het huwelijk niet of onvoldoende kent, is er van een huwelijk geen sprake en kan het door een kerkelijke rechtbank met terugwerkende kracht nietig worden verklaard, hetgeen betekent dat er nooit een huwelijk heeft plaatsgevonden (van echtscheiding is dan geen sprake). Verder is belangrijk dat de kandidaten open staan voor nieuw leven en dat er geen andere huwelijksbeletselen zijn.
Er zijn drie huwelijksbeletselen waarvoor nooit dispensatie wordt verleend: ten eerste voorafgaande en blijvende impotentie tot geslachtsgemeenschap bij de man of de vrouw (niet te verwarren met onvruchtbaarheid, wat geen beletsel is); ten tweede het bestaan van een vorige huwelijksband; ten derde een te enge band van bloedverwantschap. Er kan immers geen huwelijk gesloten worden tussen bloedverwanten in de rechte lijn (vb. vader en dochter, grootvader en kleindochter) of tussen bloedverwanten in de tweede graad van de zijlijn (vb. broer en zus, halfbroer en halfzus). Huwelijken tussen bloedverwanten in de derde of in de vierde graad van de zijlijn (vb. oom en nicht, neef en nicht) zijn in principe ongeldig, net als aanverwantschap in de rechte lijn (vb. schoonzoon en schoonmoeder) of huwelijken tussen een geadopteerde die adoptief verwant is in de rechte lijn of in de tweede graad van de zijlijn (vb. geadopteerde en adoptante), maar in deze gevallen kan de plaatselijke Ordinaris een dispensatie verlenen.
Voor een huwelijk moet de man 16 jaar oud zijn en de vrouw 14 jaar op de dag van het huwelijk. Wanneer een minderjarige huwt zonder toestemming van zijn ouders mag niemand zonder verlof van de plaatselijke Ordinaris assisteren bij het huwelijk. In theorie kunnen mannen en vrouwen die de leeftijd van 16 resp. 14 jaar nog niet bereikt hebben, huwen met een dispensatie; in de praktijk wordt deze uiterst zelden verleend. Wat wel vaak voorkomt is dat een bisschoppenconferentie een hogere leeftijd vaststelt; deze bevoegdheid wordt hun krachtens het Wetboek van canoniek recht uitdrukkelijk toegekend.
De Katholieke Kerk erkent het huwelijk tussen een katholiek en een gedoopte niet-katholiek. Wanneer een katholiek met een protestant wil trouwen, heeft hij daar de toestemming van de bisschop voor nodig. De niet-katholieke partij moet beloven dat deze de kinderen katholiek zal opvoeden en dat deze geen pogingen zal doen de ander van het katholiek geloof af te brengen. Daarnaast moet hij op de hoogte zijn van de katholieke huwelijks opvatting. Verder moet bij de huwelijkssluiting in een andere christelijke gemeenschap een priester als getuige aanwezig zijn. Wanneer aan deze voorwaarden wordt voldaan wordt over het algemeen toestemming gegeven. Mits bijzondere toestemming kan een katholiek zelfs met een niet-gedoopte trouwen, maar dit huwelijk is geen sacrament.

## Bijbelse basis voor het huwelijk
Sommige christenen willen wachten met seksuele betrekkingen totdat hun relatie met een kerkelijk huwelijk is ingezegend. Dit vindt zijn grondslag  in onder andere de volgende Bijbelpassage uit de Eerste brief van Paulus aan de Korintiërs hoofdstuk 7, vers 9: Maar als zij zich niet kunnen beheersen, kunnen zij beter trouwen dan door verlangen verteerd te worden. Veel eerder al is in de Bijbel vastgelegd (Genesis 2:24): 'Daarom zal een man zijn vader en zijn moeder verlaten en zich aan zijn vrouw hechten; en zij zullen tot één vlees zijn.' In Mattheus 19: 4 - 6 zegt Jezus dat God zelf dit gesproken heeft.

## Kerkelijk huwelijk en burgerlijk huwelijk
In Nederland bepaalt artikel 68 van Boek 1 van het Burgerlijk Wetboek: Geen godsdienstige plechtigheden zullen mogen plaats hebben, voordat de partijen aan de bedienaar van de eredienst zullen hebben doen blijken, dat het huwelijk ten overstaan van de ambtenaar van de burgerlijke stand is voltrokken.
Artikel 449 van het Wetboek van Strafrecht bepaalt dat strafbaar is de bedienaar van de godsdienst die, voordat partijen hem hebben doen blijken dat hun huwelijk ten overstaan van de ambtenaar van de burgerlijke stand is voltrokken, enige godsdienstige plechtigheid daartoe betrekkelijk verricht.
De situatie in België in deze materie is gelijkaardig aan de Nederlandse. In België is het zelfs de Grondwet die bepaalt dat een kerkelijk huwelijk niet mag gesloten worden zonder burgerlijk huwelijk : Het burgerlijk huwelijk moet altijd aan de huwelijksinzegening voorafgaan, behoudens de uitzonderingen door de wet te stellen, indien daartoe redenen zijn. (Artikel 21) Een priester die dit artikel overtreedt kan gestraft worden met een geldboete en, bij herhaling, met een gevangenisstraf. In februari 2001 stelden de volksvertegenwoordigers Verherstraeten en Leterme voor dit grondwetsartikel af te schaffen en ook de strafbepalingen op te heffen omdat het artikel 21 volgens hen strijdig is met de vrijheid van godsdienst.
In bepaalde landen geldt een andere regeling, waarbij burgers kunnen kiezen tussen een kerkelijk en een burgerlijk huwelijk en een voor de Kerk gesloten huwelijk wordt dan door de burgerlijke stand overgenomen. Het huwelijk zelf valt dan in bepaalde gevallen onder het kerkelijk recht, en een echtscheiding is dan niet zomaar mogelijk.
Hoewel het burgerlijk huwelijk in toenemende mate openstaat voor homoseksuelen en lesbiennes, is het vooral in de oosters-orthodoxe en rooms-katholieke kerken verboden zulke verbintenissen in te zegenen. Liberale protestanten en anglicanen staan een inzegening wel vaak toe, conservatievere gereformeerden veelal niet.

## Voetnoten
1. ↑  Can. 1056 Codex Iuris Canonici.
2. ↑  Can. 1078, §3 Codex Iuris Canonici.
3. ↑  Can. 1083, § 1 Codex Iuris Canonici.
4. ↑  , p. 4

Doopsel · Vormsel · Heilige Eucharistie · Biecht · Heilig Oliesel · Priesterwijding · Huwelijk